# Charles Deas
Charles Deas est un peintre américain né le 22 décembre 1818 à Philadelphie et mort le 23 mars 1867 à New York. Il est principalement connu pour ses peintures d'Amérindiens et de la vie sur la Frontière.

## Biographie
Charles Deas naît à Philadelphie, en Pennsylvanie, le 22 décembre 1818. Son grand-père maternel est Ralph Izard, homme politique de Caroline du Sud. Jeune, il essaie, en vain, d'obtenir un entretien à l'Académie militaire de West Point, à New York. Il étudie alors sous l'égide de John Sanderson (en), avant de se tourner vers une carrière de peintre. L'Académie américaine des beaux-arts reconnaît bientôt son travail et le désigne membre associé en 1939.
En 1940, Deas choisit d'imiter l'une de ses influences, George Catlin, en parcourant les États-Unis vers l'ouest. Pendant sa traversée du Wisconsin, il se fait connaître pour ses représentations de trappeurs et d'autochtones d'Amérique. En 1841, le peintre choisit de s'établir à Saint-Louis, dans le Missouri. Il va alors passer, chaque année, « quelques mois parmi les tribus Indiennes, en se familiarisant avec leurs us et coutumes ».
Deas était surtout connu de son vivant. Une critique, datant de 1947, déclare considérer le peintre comme ayant « joui d'une plus grande réputation de son vivant » qu'à ce moment-là. Entre 1841 et 1848, l'artiste expose régulièrement son travail aux expositions de Saint-Louis. De plus, il propose de nombreuses œuvres à la vente, aussi bien à la Pennsylvania Academy of the Fine Arts qu'à l'American Art-Union (en). Deas retourne à New York en 1848, éprouvant le désir d'ouvrir une galerie d'art amérindien. Toutefois, il est déclaré légalement fou avant de pouvoir concrétiser son idée.
Le 23 mai 1848, Deas est interné à l'asile psychiatrique de Bloomingdale (en), à New York, où il passera le restant de ses jours. Durant cette période, ses peintures sont décrites comme particulièrement intenses. En 1867, Henry Theodore écrit : « L'une de ces oeuvres, représentant une mer noire, au-dessus de laquelle une forme est suspendue à un anneau, pendant qu'un monstre surgit des vagues, est tellement horrible qu'un artiste sensible s'est évanoui à sa vue. » L'artiste meurt d'apoplexie dans l'asile psychiatrique de Bloomingdale le 23 mai 1867.

## Galerie

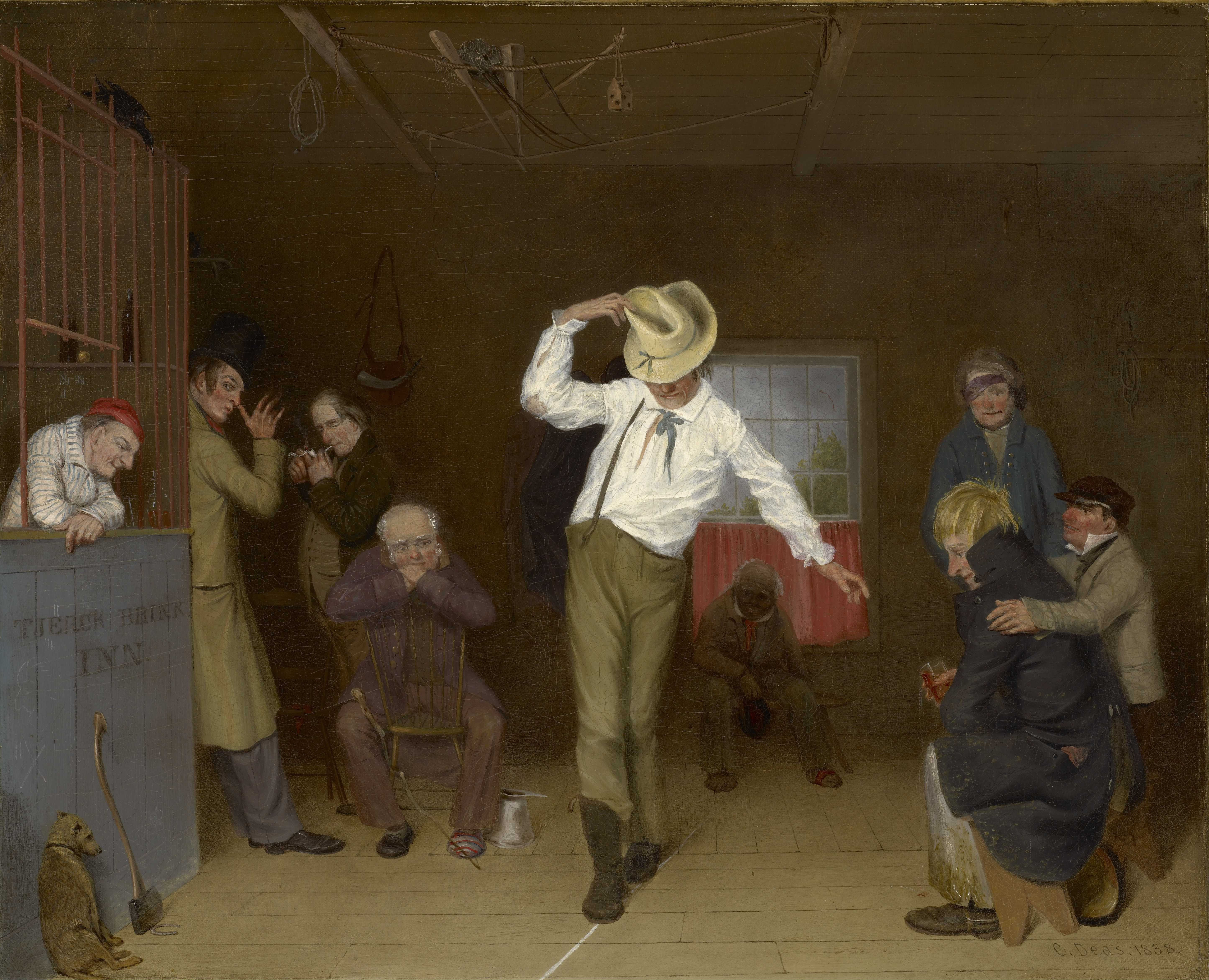
Walking the Chalk, 1838.
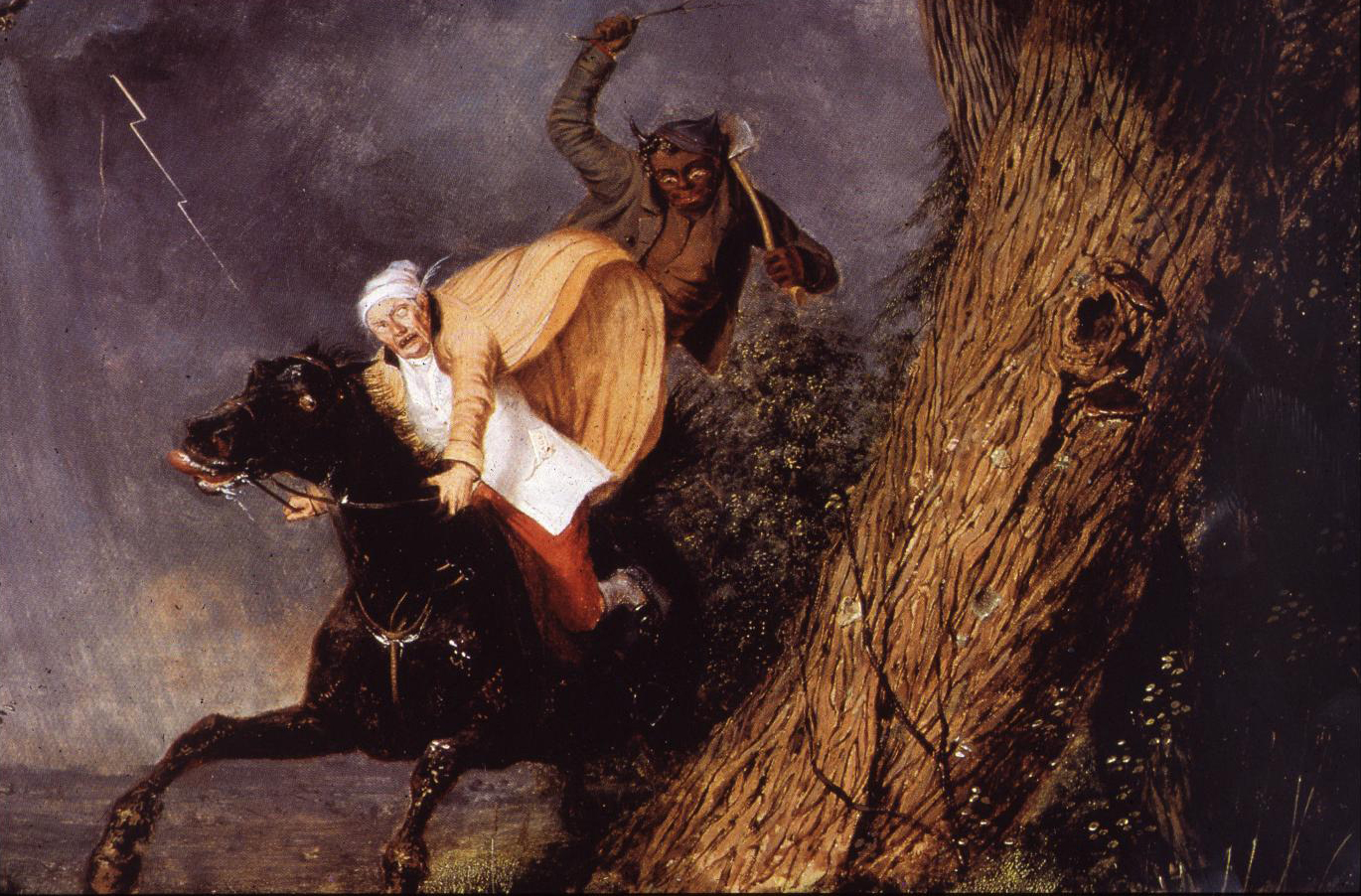
The Devil and Tom Walker, 1843.
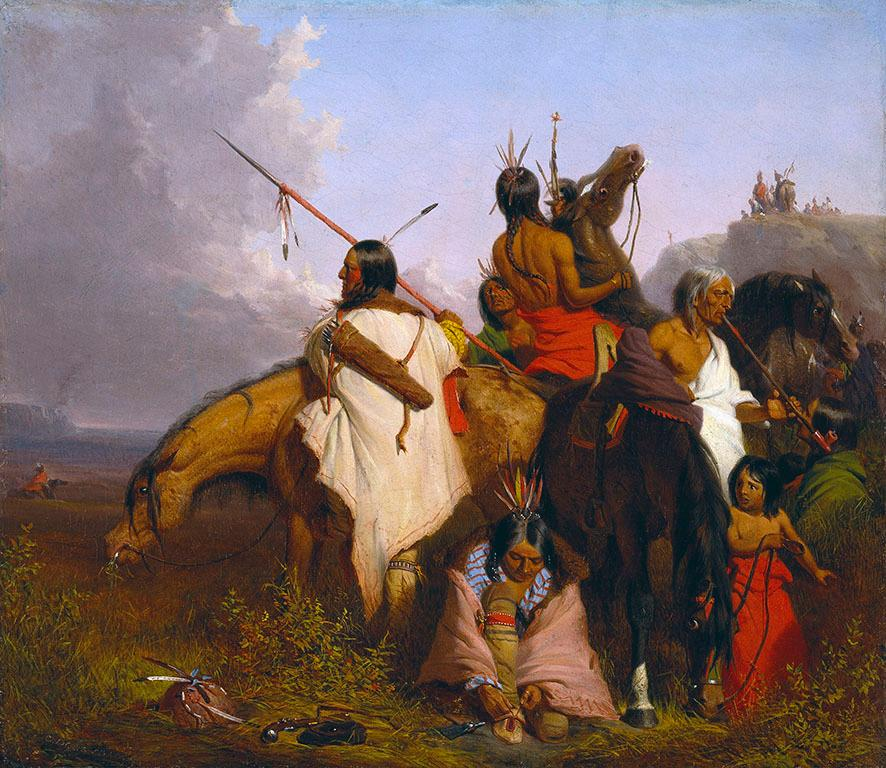
Indian Group, 1845.
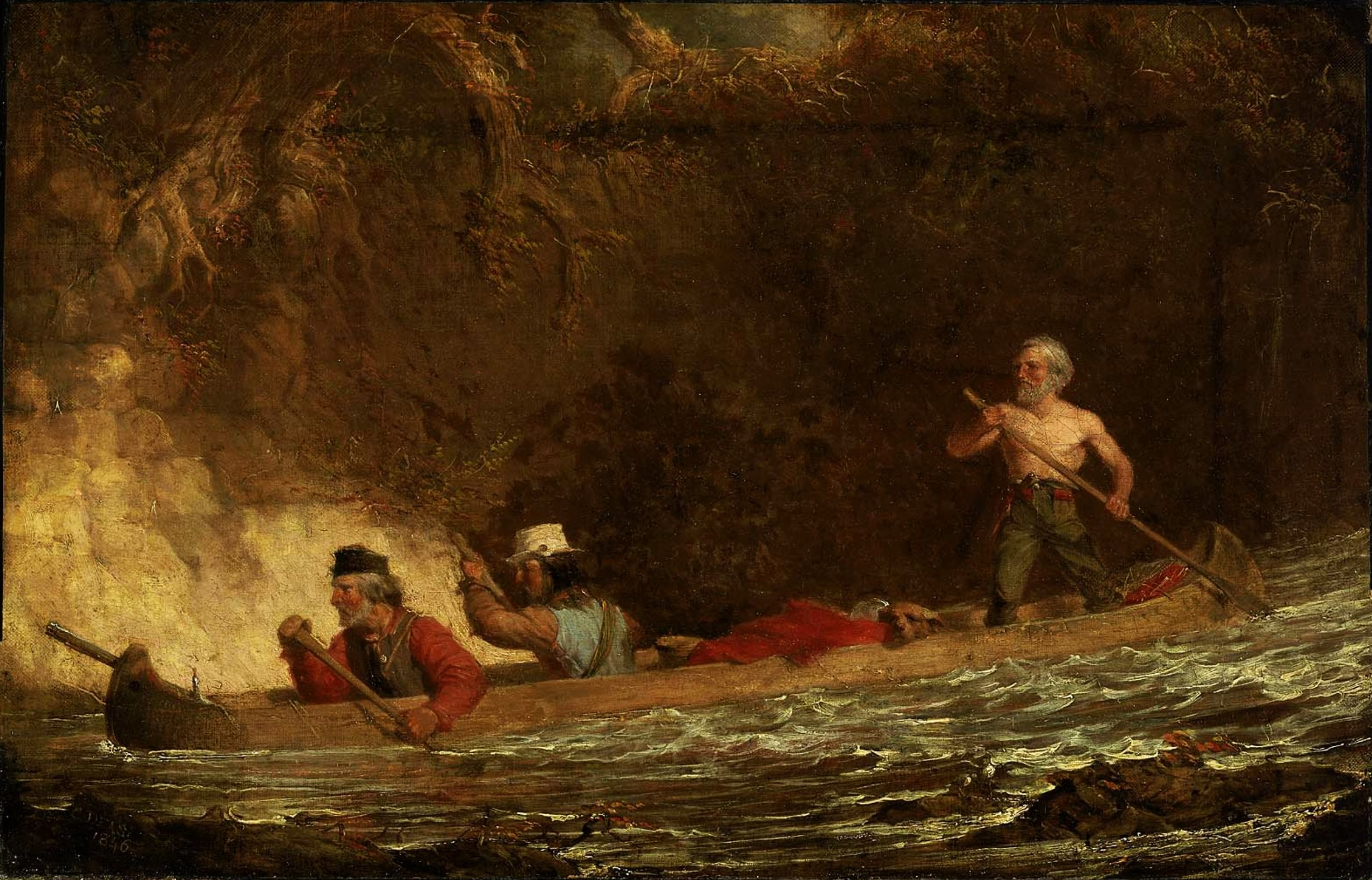
Voyageurs, 1846.

### Crédits
- (en) Cet article est partiellement ou en totalité issu de l’article de Wikipédia en anglais intitulé « Charles Deas » (voir la liste des auteurs).